# Zaira (Roman)
Zaira ist ein Roman des Schweizer Schriftstellers Catalin Dorian Florescu. Er erschien erstmals 2008 im Verlag C. H. Beck.

## Inhalt
Die Erzählung ist in vier Teile geteilt, die Lebensabschnitte des Titelcharacters Zaira darstellen.

### Erster Teil: Die schwindelerregende Reise beginnt
Zaira wird in der Zwischenkriegszeit in einer Bahnhofswartehalle geboren und wächst in Strehaia in Rumänien auf. Sie wird von ihrer katalanischen Grossmutter, ihrer Tante und ihrem Cousin Zizi und der Köchin des Hauses, Zsuzsa (ihr Essen spielt eine grosse Rolle im Verlauf des Romans) grossgezogen. Zu Zizi hat Zaira eine besondere Bindung, von ihm stammen die Charaktere «Captain Spavento», «Pantalone», der «Dottore» und «Pagliaccio», Rollen die er spielt um Zaira aufzumuntern.
Zairas Mutter ist selten zu Hause und stets auf Reisen. Während der Vater im Krieg kämpft, treibt sie sich in den europäischen Grossstädten herum und hat einen jüdischen Liebhaber. Als sich die Lage im Zweiten Weltkrieg zuspitzt und sie und ihr Liebhaber schikaniert werden, kehrt sie nach Strehaia zurück.
Zaira erlebt den Einzug der Deutschen nach Rumänien im Zweiten Weltkrieg und später den zunehmenden Einfluss des Kommunismus, welcher die Familie und ihre Angestellten auseinanderreisst. Das Familiengut wird enteignet und Zizi stirbt wenig später an einer Alkoholvergiftung.
Zaira und ihre Mutter ziehen anschliessend nach Bukarest.

### Zweiter Teil: Tückische Männer
Kurz nachdem Zaira und ihre Mutter nach Bukarest in eine kleine Wohnung gezogen sind, kehrt Zairas Vater aus dem Krieg zurück. Er und Zaira kommen sich nur langsam näher, jedoch verhilft er ihr, den Mut zu fassen, sich bei der Schauspielschule zu bewerben, wo sie ihre Leidenschaft für das Theater entdeckt.
Nachdem er ihr wochenlang nachstellt, willigt Zaira ein Paul, einen Jungen, den sie aus ihrer Kindheit in Strehaia kennt, zu heiraten, folgend dessen Begründung, sie hätte es ihm damals versprochen und Versprechen bräche man nicht. Mit ihm zieht sie nach Timișoara, doch ihre Ehe ist unglücklich und von Gewalt geprägt. Als Zaira eine Arbeit in einem Puppenspielhaus annehmen möchte, verliert Paul die Fassung und tut ihr Schreckliches an.
Im Puppentheater lernt Zaira Traian, einen Puppenspieler, kennen, in den sie sich verliebt und mit dem sie später eine Beziehung führt, den sie jedoch niemals heiratet. Traian ist Alkoholiker und Zaira verurteilt ihn dafür und verlässt ihn sogar deshalb. Als sie nach einigen Jahren On-off-Beziehung von ihm schwanger wird, verschweigt sie es ihm.

### Dritter Teil: Flucht mit Katze
Zaira zieht ihre und Traians Tochter Ioana alleine auf. Zaira erzählt Ioana, Traian wolle sie nicht und wäre deshalb kein Teil ihres Lebens, ihre Beziehung leidet sehr darunter und Ioana bleibt Zaira gegenüber ihr Leben lang distanziert.
Irgendwann heiratet Zaira Robert, einen Meeresbiologen, der vor ihrem Wohnhaus Passanten zeichnet. Er und Ioana verstehen sich sehr gut. Gemeinsam mit Robert und seiner Katze Mișa flüchten Zaira und Ioana in die USA.

### Vierter Teil: Ein amerikanisches Leben
In Washington lebt die Familie zunächst in ärmlichen Verhältnissen, kann jedoch nach und nach eine Existenz aufbauen. Robert setzt seinen Beruf als Meeresbiologe fort und Zaira fängt in einem Restaurant an, als Tellerwäscherin zu arbeiten, wobei sie sich dank Zsuzsas Rezepten hocharbeitet, bis sie das Lokal später als Cocktailbar selbst leitet. Ioana beendet die Schule in den USA und studiert später Architektur. Ihre und Zairas Beziehung ist weiterhin beidseitig von Lügen geprägt.
In den USA begegnen sie vielen Personen, die ihr neues Leben begleiten, wie dem rumänisch-amerikanischen Eugene, der eigenständig einen Limousinenservice anbietet, oder Donavan, der einige Monate bei ihnen lebt, oder Dejan, der das Restaurant «Chez Odette», in dem Zaira arbeitet, leitet.
Einige Jahre später hat Robert eine Geliebte. Zaira bemerkt dies und als es auch Ioana erfährt, ist diese völlig ausser sich und zerstört mit einem Hammer grosse Teile der Einrichtung in Zairas Haus, welches sie nach ihrer Einbürgerung in die USA mit Robert zusammen gekauft hatte. Ioana erzählt Zaira, dass eigentlich sie seit jeher Roberts Geliebte gewesen sei und, dass er sie mit der neuen Geliebten betrüge.
Zaira verfällt in eine Depression und Alkoholismus, bis sie eines Tages Eugene wiedertrifft, welcher ihr hilft aus der Depression zu entkommen. Eines Tages erhält sie einen Brief, der ihre Rückkehr nach Rumänien veranlasst. In Timișoara stellt sie sich ihrer Vergangenheit, insbesondere Traian, den sie immer für ihre grosse Liebe, der die Flaschen mehr liebte als sie, hielt.
In Timișoara trifft Zaira auch Dumitru wieder, einen alten Bekannten aus Strehaia, welcher damals die Enteignung des Gutes und Zizis Verhaftung veranlasst hatte. Er offenbart ihr, dass er über all die Jahre hinweg das Leben von Zaira und ihrer Familie sabotiert habe.
Zum Schluss fasst sich Zaira ein Herz und sucht Traian auf, welcher sie schon sehnsüchtig erwartet.

## Rezeption
«Florescu erzählt frei von jeder symbolisch-überladenen Aufdringlichkeit. Es geht stets darum, wer auf welche Weise Macht über wen ausübt, und immer wieder findet Florescu Bilder, die das Große im Kleinen spiegeln, schreibt er Szenen von großer Prägnanz. Und ihm gelingt die Charakterstudie einer Frau auf ihrer Gratwanderung zwischen Stolz und Sturheit, zwischen Mut und Hochmut. Eine Frau, deren Leben, wie es immer wieder heißt, ‹eine Schwindel erregende Reise› ist.» – Christoph Schröder: Der Spiegel, 10. Juni 2008.
«Ein vielschichtiges Buch also, das Werk eines begeisterten Erzählers, ein Buch, das verführt und verzaubert, und das nicht zuletzt auch den ständigen Balanceakt des modernen Menschen zwischen nationaler Identität und globalen Anforderungen thematisiert. Ein Balanceakt, den Florescu aus eigener Erfahrung kennt – und den er mit seiner Literatur zu entschärfen versucht.» – ORF, 8. April 2017.
«Halb Roman und halb Lebensbericht, ist dieses Buch eine wohlbeleibte Chimäre, die – bei aller Unvollkommenheit – ein aufregendes, reiches, mutiges Leben zwischen den Diktaturen, Ländern, Kontinenten und Systemen vor uns ausbreitet; charmant, witzig und poetisch, nur leider nicht von innen heraus entwickelt. Es wäre uns lieber gewesen, der (vergleichsweise) junge Autor hätte nicht vor seiner Protagonistin in liebevoller Bewunderung gekniet, sondern sich ihr erzählerisch gewachsen gezeigt. Bei aller Fabulierkunst, allen gekonnten Dialogen und feinen Beobachtungen zappelt Zaira hilflos an den Fäden der Authentizität, eine Puppe ihres Autors/Biographen.» – Beatrix Langner: Neue Zürcher Zeitung, 21. Juni 2008.
«Florescu will zwei Dinge, die schwer zusammengehen, in eins zwingen: Burleske und Melancholie. [...] Er versucht, die Stegreifkomödie stereotyper Verwicklungen mit einer individuellen Lebensgeschichte zu verknüpfen, die der Leser nachvollziehen kann. [...] Allein das stetige Schwanken der Ich-Erzählerin zwischen einer vorausblickenden Erzählhaltung, die den Leser andeutet was gleich geschehen wird [...] und völliger Unwissenheit zeigt, dass der Autor nicht mit der Aufgabe fertig geworden ist, die er sich vorgenommen hat. Da hilft auch nicht, dass er am Ende ein Geheimnis konstruiert. Denn längst ist aus der Geschichte Folklore geworden.» – Meike Fessmann: Süddeutsche Zeitung, 16. Juli 2008.

## Ausgaben
- Zaira. C. H. Beck, München 2008, ISBN 978-3-406-57029-2.
- Zaira. dtv, München 2009, ISBN 978-3-423-13829-1.